# Henryk Dodin
Henryk Dodin (ur. 25 lipca 1919, zm. ?) – major ludowego Wojska Polskiego.
Od marca 1944 żołnierz Armii Czerwonej, od grudnia 1944 Wojska Polskiego, pod koniec tego samego miesiąca (grudzień 1944) przeszedł do rezerwy. Od 1947 pracownik Oddziału II Sztabu Generalnego WP, od marca 1948 szef Sekcji Finansowej Oddziału II SG WP. Zwolniony w lipcu 1950, wyemigrował do Izraela w lipcu 1957. Odznaczony Medalem 10-lecia Polski Ludowej (13 stycznia 1955) na wniosek ministra handlu zagranicznego.